# Zonianá
Zonianá (grec moderne : Ζωνιανά) est une localité du district régional de Réthymnon en Crète (Grèce).
Depuis la réforme des gouvernements locaux en 2011, Zonianá fait partie du dème (municipalité) de Mylopótamos, dont elle est un des trois districts municipaux. La population comptait 1 117 habitants au recensement de 2011.